# ГЕС Фінча-Амарті-Неше
ГЕС Фінча-Амарті-Неше – гідроелектростанція в Ефіопії. Використовує ресурс зі сточища річки Фінча, лівої притоки Блакитного Нілу. 
В останній чверті 20 століття у Ефіопії спорудили ГЕС Фінча, котра живилась не лише від однойменної річки, але й за рахунок деривації ресурсу з Амарті. Остання є правою притокою Неше (в свою чергу впадає ліворуч до Фінча), використання ресурсу з якої могло забезпечити подальше нарощування виробництва. Втім, у підсумку вирішили спрямувати воду на новий машинний зал в долині Неше, що зокрема дозволяло використати дещо більший напір. 
На Неше звели кам’яно-накидну/земляну греблю висотою 40 метрів та довжиною 1 км, яка утримує резервуар з об’ємом 446 млн м3. При цьому забезпечується однаковий максимальний рівень – 2235 метрів НРМ – у водосховищах Неше та Амарті, відстань між якими складає біля 1,5 км (поверхня сховища Фінча розташована дещо нижче – 2222 метра НРМ).
Від греблі Неше ресурс прямує через прокладений у лівобережному гірському масиві дериваційний тунель довжиною 1,7 км. На завершальному етапі по схилу гори спускається напірний водовід довжиною біля 1,5 км, який подає ресурс до машинного залу, обладнаного двома турбінами типу Пелтон потужністю по 48,5 МВт. Вони використовують напір у 615 метра та забезпечують виробництво 230 млн кВт-год електроенергії на рік.
Відпрацьована вода потрапляє до Неше.